# لغز جريمة قتل مانهاتن (فلم)
لغز جريمة قتل مانهاتن (بالإنجليزية: Manhattan Murder Mystery) هو فيلم غموض كوميدي أميركي من أخراج وودي آلن عام 1993. الفيلم يركز على زوجين يحققان حول وفاة زوجة جارهما.

## روابط خارجية
- مقالات تستعمل روابط فنية بلا صلة مع ويكي بيانات